# Rumunjska grkokatolička Crkva
Rumunjska grkokatolička Crkva (rum. Biserica Română Unită cu Roma, Greco-Catolică) je Katolička Crkva prema bizantskom crkvenom obredu, izravno odgovorna Svetome ocu u Vatikanu. L'Osservatore Romano iz 2015. izvještava kako rumunjska grkokatolička Crkva broji 512 726 vjernika, 1229 župa i 825 svećenika. Papa Benedikt XVI. je na konzistoriju 18. veljače 2012., imenovao grkokatoličkog nadbiskupa Luciana Muresana kardinalom.

## Povijest
Nakon habsburška osvajanja Transilvanije 1687., grkokatolički biskup Atanazije Anghel ušao je u puno zajedništvo s Rimskom stolicom sporazumom iz 1698., koji je formalizirala Biskupska sinoda 4. rujna 1700. Ulaskom u Uniju, Atanazije i drugi biskupi, zajedno s njihovim biskupijama prihvatili su vrhovni autoritet pape, zadržavajući u isto vrijeme svoj bizantski liturgijski obred. Car Leopold I. proglasio je da je transilvanijska Rumunjska pravoslavna Crkva jedno s Rimokatoličkom Crkvom. Godine 1761., Petar Pavel Aron, biskup Făgăraşa i poglavar Rumunjske grkokatoličke Crkve, preveo je Vulgatu na rumunjski.
Komunističke vlasti su nakon Drugog svjetskog rata dokinule Grkokatoličku Crkvu te su sve njihove crkve predale Pravoslavnoj Crkvi na upotrebu. Padom komunizma u Rumunjskoj ponovno je oživjela Grkokatolička Crkva i dobila pravni status u državi, ali joj je do sada vraćeno tek oko 10 % njezinih oduzetih crkava. Ponovno ujedinjenje s Rimom dogodilo se 14. ožujka 1990. Dana 19. ožujka 2019. papa Franjo odobrio je beatifikaciju Valeriu Traiana Frențiua i još šestorice grkokatoličkih biskupa koje je ubio komunistički režim u Rumunjskoj sredinom 20. stoljeća. Papa Franjo osobno je predsjedao beatifikacijom Frențiua i ostalih šestorice biskupa u Blaju, u Rumunjskoj, 2. lipnja 2019.

## Vanjske poveznice
- "Biserica Română Unită cu Roma, Greco-Catolică" (rumunjski)
- Druga informativna stranica (rumunjski)  Arhivirana inačica izvorne stranice od 21. listopada 2006. (Wayback Machine)